# 織田信重
織田 信重（おだ のぶしげ）は、安土桃山時代から江戸時代前期にかけての武将・大名。伊勢国林藩初代藩主。官位は従五位下・民部大輔。信包系織田家支流初代。

## 生涯
織田氏の家臣・織田信包の長男として誕生した。
伯父・織田信長の死後、父・信包と共に羽柴秀吉（後の豊臣秀吉）に従い、天正12年（1584年）の小牧・長久手の戦いや天正15年（1587年）の九州平定に従軍し、また文禄3年（1594年）の伏見城築城にも加わっている。同年9月に父が改易されると、伊勢林1万石を与えられたという。
慶長5年（1600年）の関ヶ原の戦いでは東軍に与したため、戦後に所領を安堵された。ところが慶長19年（1614年）の父・信包の死去に伴って、弟・信則が遺領を相続したことに不満を抱いて、大坂の陣後に江戸幕府に対して異議を申し立てた。慶長20年（1615年）閏6月23日、調査の結果、幕府は信則の相続を遺言によるものとの判断を信重に伝え、同年閏6月29日、幕府は信重の異議申し立てを「僻事」（『寛政重修諸家譜』）として所領を没収した。

## 系譜
子女は4男2女。
- 父：織田信包
- 母：不詳
- 正室：津川義近娘
- 生母不明の子女
  - 長男：織田直政
  - 三男：津田長相
  - 女子：竹中重房室
  - 女子：土御門泰重室

舅の津川家との関係は深く、長男・左大夫直政の子の慈澤蔵主は津川義近、近利親子の位牌がある妙心寺大嶺院住持であり、三男・次郎左衛門長相は、津川家同様に肥後熊本藩主家細川氏に召し出されて、その子孫も代々同家に仕えた。
娘は陰陽師・安倍晴明の子孫である土御門泰重の妻となっており、土御門神道を提唱する土御門泰福の母となる（諸説あり）。